# Ugyan Anita
Ugyan Anita (Nyíregyháza, 1969. október 8. –) hegymászónő, a Mount Everest első magyar női meghódítója.
Nyíregyházán járt általános és középiskolába, testnevelési főiskolára, majd tanulmányait Budapesten, a Testnevelési Egyetemen fejezte be. A svéd World Class fitneszmenedzsere, a magashegyi túrákat szervező Hegymászóiskola tanára.

## Hegymászó-eredményei
- 1991: Elbrusz - Kaukázus, 5600 m
- 2000: Aconcagua - Dél-Amerika legmagasabb hegycsúcsa, 6962 m
- 2001: Mount Everest - Millenniumi Mount Everest Expedíció, 7800 m
- 2003: Gasherbrum II. - Himalája-Karakorum, 8035 m
- 2006: Dhaulagiri. - Himalája, 7300 m-ig
- 2007: Gasherbrum I. - Himalája-Karakorum, 8068 m
- 2007: Broad Peak - Himalája-Karakorum , 8047 m
- 2009: Mount Everest - Himalája , 8850 m
- 2010: Mount Everest - Himalája , 8850 m

## A Mount Everest 2009-es meghódításának krónikája
- Március 31.: indulás Budapestről Nepálba.
- Április 4.: indulás Luklaból (2800 m).
- Április 17.: akklimatizációs szakasz (11 nap) Felmenet az első táborba, majd vissza az alaptáborba.
- Április 20.: felmenet az első táborba, majd a második tábor elérése. Utána vissza az alaptáborba.
- Április 26.: felmenet a második táborba (3 éjszakát töltöttek ott), majd a harmadik tábor érintése után visszamentek az alaptáborba.
- Május 4.: felmenet ismét a kettes és hármas táborig, visszatérés az alaptáborba. Ezzel az akklimatizációs szakasz véget ért, azonban a rossz időjárási körülmények miatt a csúcstámadást a tervezettnél későbbre halasztották.
- Május 17.: indulás az alaptáborból.
- Május 20.: este 9 órakor indulás a csúcsra a négyes táborból.
- Május 21.: reggel 6 óra körül elérték a csúcsot, ahol fél órát töltöttek.

## Elismerései
- A Magyar Köztársasági Érdemrend tisztikeresztje (2009)